# هجمات يناير 2015 في فرنسا
هجمات يناير 2015 في فرنسا هي سلسلة هجمات وقعت في 7 و9 يناير 2015، مكونة من خمسة أحداث إرهابية في أرجاء منطقة إيل دو فرانس، لا سيما في باريس. وأسفرت عن مقتل 17 شخصا، بالإضافة إلى الجناة الثلاثة،  وجرح 22 آخرين. ولم يسفر الهجوم الخامس بالرصاص عن وقوع وفيات.
وأعلن تنظيم القاعدة في جزيرة العرب مسؤوليته عن الهجمات وقال أن الهجوم كان مخططا لتنفيذه في سنوات قادمة.

## الهجمات
بدأت الهجمات في 7 يناير عندما شن اثنين مسلحين هجوماً على صحيفة شارلي إبدو، ما أسفر عن مقتل 12 شخصاً وإصابة 12 آخرين، ولاذ المسلحين بالفرار. تتبعت الشرطة المهاجمين في 9 يناير لمنطقة صناعية في دامارتان أون غويل، حيث أحتجزوا عدة رهائن. كما أطلق مسلح آخر النار على ضابط شرطة في 8 يناير وأحتجز رهائن في اليوم التالي في سوبر ماركت بالقرب من بورت دو فينسين.
وأجرت وحدات أمنية وعسكرية مختلفة مداهمات في وقت متزامن في دامارتان وفي بورت دو فينسين. وقتل ثلاثة إرهابيين، بالإضافة إلى أربعة رهائن لقوا حتفهم في سوبر ماركت بينسينيس قبل تدخل الشرطة، وأصيب بعض الرهائن الآخرين. وكان المتهم الرابع لا يزال هارباً،  في ذلك الوقت، كانت الهجمات هي أكثر   الأعمال الأرهابية في فرنسا [الإنجليزية] دموية، منذ   تفجير قطار فيتري لو فرانسوا [الإنجليزية] في 1961 من قبل منظمة الجيش السري (OAS).